# Orquesta Club Virginia
Orquesta Club Virginia es una película de cine española dirigida y escrita (en compañía de Joaquín Oristrell) por Manuel Iborra, en 1992. Su elenco de actores estaba formado por Jorge Sanz, Antonio Resines, Santiago Ramos, Enrique San Francisco, Juan Echanove, Emma Suárez, Torrebruno, Pau Riba, entre otros.
En 2012 se hizo una adaptación teatral de la película, con la participación entre otros de Antonio Resines, Jorge Sanz, Enrique San Francisco, Pepón Nieto, Pau Riba, Víctor Elías, Juan Díaz (que hace el mismo papel que Jorge Sanz, alternándose en las funciones), Guillermo Montesinos y Macarena Gómez.

## Sinopsis
Tony (Jorge Sanz) es un muchacho de diecisiete años que se une a la banda musical de su padre (Antonio Resines), la "Orquesta Club Virginia". Están especializados en música de los años cincuenta: boleros y mambos. Pero el tipo de música que le gusta a Tony es bien distinta, y además lo que verdaderamente le atrae, es la posibilidad de conocer mundo y ligar con muchachas extranjeras. Nada más incorporarse a la orquesta, todos marchan rumbo a Oriente.

## Palmarés cinematográfico
VII edición de los Premios Goya
| Categoría              | Persona                                                            | Resultado |
| ---------------------- | ------------------------------------------------------------------ | --------- |
| Mejor sonido           | Julio Recuero Gilles Ortion Enrique Molinero José Antonio Bermúdez | Ganadores |
| Mejor actor de reparto | Enrique San Francisco                                              | Candidato |

Medallas del Círculo de Escritores Cinematográficos de 1992
| Categoría    | Persona     | Resultado |
| ------------ | ----------- | --------- |
| Mejor actriz | Emma Suárez | Ganadora  |

## Reparto
| Actor/ Actriz              | Personaje               |
| -------------------------- | ----------------------- |
| Jorge Sanz                 | Tony                    |
| Antonio Resines            | Sr. Domenech            |
| Santiago Ramos             | El Negro                |
| Juan Echanove              | El Maño                 |
| Enrique San Francisco      | Curt                    |
| Pau Riba                   | Solimán                 |
| Emma Suárez                | María                   |
| Natasha Hovey              | Cesca                   |
| Torrebruno                 | Enzo                    |
| Sara Ashton                | Rita                    |
| María Lamor                | Novia Rita              |
| Mercedes Resino            | Batería                 |
| Vicente Haro               | Médico hospital español |
| Verónica Forqué            | Presentadora TV egipcia |
| Carmen Arbex               | Inglesa 1               |
| Elisabeth Stafford         | Inglesa 2               |
| Helena Sanchis             | Inglesa 3               |
| Ángeles Ladrón de Guevara  | Madre Tony              |
| Carmen León                | Fátima                  |
| Abderrahmane Doukali       | Taxista                 |
| Lachibi Rachida            | Negrito 'Negro'         |
| Serbezova Guergana         | Dimitra                 |
| Mamen F. Patiño            | Mujer embarazada niño   |
| Benis Yassmin              | Chica fea Maño 1        |
| Lene Larsen                | Chica fea Maño 2        |
| Carmen Romero              | Chica Curt              |
| Regagnon Marie Gero        | Madre inglesa           |
| Tabah Raoul                | Padre inglés            |
| Silke                      | Sueca 1                 |
| Natalie Hoyos              | Sueca 2                 |
| Luis Romero                | Marinero                |
| Mehdi Mohamed              | Presentador egipcio     |
| Idrissi Mohamed            | Músico orquesta árabe   |
| Sahij Aziza                | Árabe                   |
| Youness Abadou             | Encargado hotel         |
| Antonio Lemos              | Matón                   |
| Angelito                   | Matón                   |
| Hamed Misbahed             | Botones Hotel Flamingo  |
| Carmen Fernández           | Bailarina inglesa 1     |
| Carmen Aragón              | Bailarina inglesa 2     |
| Sandra Martínez            | Bailarina inglesa 3     |
| Armando Mena               | Orquesta cubana         |
| Eugenio Barada             | Orquesta cubana         |
| Rogelio de Sousa           | Orquesta cubana         |
| Charlie Prado              | Orquesta cubana         |
| Luis McLean                | Orquesta cubana         |
| Samuel Jaramillo           | Orquesta cubana         |
| José Eduardo Donascimiento | Orquesta cubana         |
| Lucía Claudia de Oliveira  | Orquesta cubana         |
| Carlos Velasco             |                         |
| África Luca de Tena        | Compañera               |